# 도덕초등학교 (경기)
도덕초등학교(道德初等學校)는 대한민국 경기도 광명시에 있는 공립 초등학교이다.

## 학교 연혁
- 1984년 12월 26일 : 도덕초등학교 설립인가
- 1986년 4월 25일 : 도덕초등학교 개교
- 2014년 9월 1일 : 제9대 김은호 교장 취임
- 2015년 2월 13일 : 제26회 졸업식(졸업생수: 71명, 누계: 3784명)
- 2015년 3월 1일 : 초등 13학급(특수 1학급 포함), 유치 4학급(특수 1학급 포함) 편성
- 2021년 3월 1일 : 철산주공아파트 재건축으로 인해 휴교
- 2023년 3월 1일 : 재개교

## 참고 자료
- 도덕초등학교 - 한국교육학술정보원 학교알리미